# Terminal IP
Un terminal IP és un dispositiu que permet realitzar una comunicació via una xarxa IP, sia mitjançant xarxa d'àrea local o a través d'Internet.
Generalment ens referim a un terminal IP en temes de telefonia IP ja que són els principals dispositius utilitzats per realitzar una comunicació de paquets de dades en què es transporta veu o vídeo (VoIP).

## Característiques
Un terminal IP és un dispositiu maquinari amb forma de telèfon, encara que amb la diferència que utilitza una connexió de xarxa de dades, en lloc d'una connexió de xarxa telefònica.
Solen tenir més opcions i avantatges que un telèfon convencional. En ser un sistema completament digital i programable, solen tenir tecles especials perfectament configurables mitjançant un sistema d'administració que pot ser accedit mitjançant web o mitjançant telnet. Alguns inclouen càmera de vídeo per a poder realitzar videoconferències.
Disposen d'una adreça IP a la qual poder accedir i mitjançant la qual es pot configurar com si fóra un ordinador més. Pel que, al considerar-se un sistema més dins de la xarxa, solen aplicar-se'ls les característiques típiques de grans xarxes: QoS o VLAN.

## Avantatges enfront d'un sistema tradicional
L'avantatge principal estreba en el fet que els terminals IP estan preparats per a utilitzar una centraleta digital de veu per IP, la qual cosa abarateix costos i permet una major versatilitat quant al maneig de les comunicacions. La majoria disposen de bústia de veu, desviaments de trucades, configuració individual del dialplan i maneig de multitud de línies individuals, per a poder mantenir diverses converses simultànies. Solen incorporar un sistema de música d'espera i de transferència de la trucada a un altre terminal. Inclouen opcions per a configurar les regles de QoS o VLAN per a millorar la qualitat del so i evitar corts en una xarxa amb un alt tràfic.

## Maquinari o programari
Un terminal IP sol ser un dispositiu físic (similar a l'un telèfon normal), encara que també pot ser una aplicació que funciona en un ordenador o tauleta i que interacciona juntament amb micròfons i auriculars/altaveu. Els terminals IP maquinari eviten el xoc de trucar a través d'un dispositiu diferent d'un telèfon normal. Els terminals IP permeten reduir costos, alhora que compta amb l'avantatge espacial de no tenir un aparell més en la taula.

## ATA
Els ATA són menuts dispositius que permeten connectar un telèfon analògic/RDSI a una xarxa de VoIP. Disposen d'un sistema d'administració i gestió similar als telèfons IP pel que disposen també d'adreça IP, i els mateixos avantatges que qualsevol terminal IP.

## Terminals sense fil
Els terminals sense fil són similars als telèfons mòbils i permeten utilitzar xarxes sense fil per a connectar-se al servidor de VoIP o Gateway. Aquests últims àdhuc no estan molt desenvolupats, però prompte començarem a veure una gran expansió dels telèfons mòbils habituals amb suport Wi-Fi que permetran utilitzar la VoIP per a realitzar cridades en lloc de les operadores telefòniques tradicionals.